# Морјана (митологија)
Морјана је женски морски дух у словенском фолклору, вероватно богиња. Морјана је била морска водјаница и ћерка Морског цара, а такође је, према неким веровањима, владала ветровима. Понекад се за мориани/морианки (множина; руски: морани, моранки; пољски: мориани) говорило да су бројни духови мора и морска врста русалки, који су представљали велику опасност за бродове,али је Морјана обично била представљена као један ентитет.
Због сагласности њеног имена са именом богиње Марене, Моријана је понекад поистовећивана са њом и називана је богињом смрти.

## Етимологија
Моријанино име је изведено од море што значи "море", а са завршетком женског рода јана је отприлике преведено као "она од мора". Морјанино име се користи у неким регионима Русије да опише хладне и оштре ветрове које она персонификује; ови ветрови дувају са мора на копно и називају се и морянка, морянник and моряной.

## У фолклору
У Русији је била позната и као Морска Царица и Царска девојка (рус. Царь-девица). Веровало се да Моријана често плива дубоко у мору, узимајући облик велике рибе и играјући се са делфинима. Долазила је на обалу само тихих вечери. У ово доба дана љуљала се на таласима, пљускала по води и прстима хватала морске каменчиће. Када се подигла олуја због љутње Морског цара, Морјана га је смирила, а олуја је такође почела да јењава. Возила се и морем у златном кануу. Њена лепота је била толико блистава да је није било могуће одмах погледати. Према Василију Прохорову, руском археологу и етнографу, Морјана је у свести пагана била богиња и миљеница Сунца (могуће Дажбога), а у једној старој причи појављује се под именом Царица Анастасија. У овој причи Иван Царевић чује разговор Сунца са својом мајком, у коме Сунце признаје да га Анастасија, када га попрска водом, поцрвени због стидљивости. У прелепом лику Морјане, бајке спајају идеје богиње Зоре и богиње грома.
У другом веровању, Морјана је описана као строга, веома висока жена неочешљане косе и која је носила белу одећу. Она је контролисала југоисточне ветрове на ушћу Волге, који су представљали огромну претњу за морнаре и рибаре на северозападној обали Каспијског мора. Полако ходајући преко воде, доносила је катастрофе и пустош. Морјанин главни непријатељ био је Деда Шапка Дранаја (прев. Старац у поцепаном шеширу), владар северозападног ветра, али је скоро увек губио од гиганте. Када су се сударали у борби, морски таласи су се ковитлали и дизали као стуб до неба пре него што су потопили бродове.
Такође се веровало да су Морјана и њене сестре чекале бродове на обалним литицама и, дижући се из таласа, љуљале их тако да су се разбили. Понекад су нападали људе, а једини начин да се избегне напад морских водјаница био је да им почупају што више косе налик морској пени.